# Akira Ishida

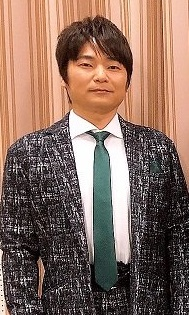
Akira Ishida, 2023

Akira Ishida (jap. 石田 彰, Ishida Akira, * 2. November 1967 in Nisshin, Präfektur Aichi) ist ein japanischer Synchronsprecher (Seiyū). Er gehörte bis März 2009 der Agentur Mausu Promotion an.
Einige seiner bekanntesten Rollen sind Chrono aus Chrno Crusade, Gaara aus Naruto sowie Judeau aus Berserk oder Shin’ichi Okazaki aus Nana.

## Leben
Akira Ishida kam 1986 nach Tokio, um an der Nihon-Universität zu studieren, wo er an der Fakultät für Künste das Fach Theater belegte. Während seiner Zeit als Student begann er 1988 nebenläufig eine Ausbildung an der Schauspielschule der Künstleragentur Ezaki Productions. 1990 machte er sein Universitätsabschluss und wird seither von Ezaki Productions vertreten, die ihren Namen 2000 in Mausu Promotion geändert hat.
Seine Karriere begann 1990 mit einer Rolle im Anime Kidō Keisatsu Patlabor, seit dieser Zeit ist er in zahlreichen Animes, Spielen, Drama-CDs etc. zu hören und hat auch an Realfilmen und Theateraufführungen mitgewirkt.
2007 wurde er bei den 1. Seiyū Awards als bester Nebendarsteller für Rollen wie Athrun Zala (Gundam Seed Destiny) und Joel Goldschmidt (Blood+) ausgezeichnet und im Animage Anime Grand Prix 2004 zum beliebtesten Synchronsprecher gewählt.

## Rollen (Auswahl)

### Anime
- Accel World (Yellow Radio)
- Akagami no Shirayukihime (Inzana Wistalia)
- Bamboo Blade (Danjūrō Eiga)
- Berserk (Judeau)
- Bleach: The DiamondDust Rebellion (Sōjirō Kusaka)
- Blood+ (Joel Goldschmidt)
- Bokurano (Koemushi)
- Casshern Sins (Margo, Root)
- Chaos;HEAd (Fumio Takashina)
- Chrno Crusade (Chrono)
- Danshi Kōkōsei no Nichijō (Präsident)
- Detektiv Conan (Ichirō, Masashi Watabiki, Saguru Hakuba)
- Die Zwölf Königreiche (Kenro Shinkun, Kōya)
- D·N·Angel (Satoshi Hiwatari)
- Druaga no Tō – The Aegis of Uruk (Kally)
- Evangelion:1.01 – You are (not) alone. (Kaworu Nagisa)
- Fairy Tail (Zeref)
- Fate/Zero (Ryūnosuke Uryū)
- Final Fantasy Unlimited (Kumo)
- Fushigi Yūgi OVA (Ren Shigyō)
- Genshiken (Manabu Kuchiki)
- Gintama (Kotarō Katsura)
- Gundam Seed (Athrun Zala)
- Han Semi (Komugi Musashi)
- In a Distant Time (Abe no Yasuaki)
- Inu Yasha (Nobunaga Amari)
- Kamisama Hajimemashita (Mikage)
- Kamichama Karin (Michiru „Micchi“ Nishikyori)
- Kemono no Sōja Erin (Damiya)
- Keroro Gunsō (Saburo (623))
- Kimetsu no Yaiba: Mugen Ressha-Hen (Akaza)
- Kyō kara Maō! R (Saralegui)
- Marmalade Boy (Kei Tsuchiya)
- Mai-HiME (Nagi Homura)
- Mirai Nikki (Akise Aru)
- Meine Liebe (Naoji)
- Mujin Wakusei Survive (Howard)
- Nana (Shin’ichi Okazaki)
- Naru Taru (Tomonori Komori)
- Naruto (Gaara)
- Natsume Yūjinchō (Shūichi Natori)
- Neon Genesis Evangelion (Kaworu Nagisa)
- One Piece (Cavendish)
- Pandora Hearts (Xerxes Break)
- Re:Zero Kara Hajimeru Isekai Seikatsu Season 2 (Regulus Corneas)
- Sailor Moon (Fischauge)
- Saiyuki (Cho Hakkai)
- Samurai Deeper Kyo (Sasuke Sarutobi)
- Shugo Chara!
- Slayers (Xelloss)
- Sword Art Online Alicization (Subtilizer)
- Tatakau Shisho – The Book of Bantorra (Mokania)
- Toshokan Sensō (Mikihisa Komaki)
- Yu-Gi-Oh! GX (Aster Phoenix)